# Otmar Jung
Otmar Jung (* 22. Januar 1947 in Würzburg) ist ein deutscher Politikwissenschaftler.

## Leben
Nach dem Abitur 1966 am Wirsberg-Gymnasium studierte er in Würzburg, Berlin, Genf und München. 1970 erste juristische Staatsprüfung in Würzburg. Anschließend absolvierte er den juristischen Vorbereitungsdienst in Berlin und Paris und promovierte 1973 an der Universität Würzburg zum Doctor iuris utriusque bei Günther Küchenhoff. 1974 legte er das zweite juristische Staatsprüfung in Berlin ab und begann ein Zweitstudium in Politikwissenschaft und Geschichtswissenschaft. Nach der Habilitation 1985 an der FU Berlin für die Fächer Politische Wissenschaft und Zeitgeschichte bei Hans-Dietrich Loock, Georg Kotowski und Jürgen Fijalkowski ist er seitdem Privatdozent am Fachbereich Politische Wissenschaft der Freien Universität Berlin.
Seine Forschungsschwerpunkte sind direkte Demokratie, insbesondere Direkte Demokratie in Deutschland unter den Aspekten der juristischen Zeitgeschichte und der Verfassungspolitik, historische Friedensforschung und Justizgeschichte der Weimarer Republik.

## Schriften (Auswahl)
- Volksgesetzgebung. Die „Weimarer Erfahrungen“ aus dem Fall der Vermögensauseinandersetzungen zwischen Freistaaten und ehemaligen Fürsten, Hamburg 1990, 2. Aufl. 1996 (Studien zur Geschichtsforschung der Neuzeit Bd. 1), [Habilitationsschrift FU Berlin 1985], ISBN 3-925630-36-8.
- Senatspräsident Freymuth. Richter, Sozialdemokrat und Pazifist in der Weimarer Republik. Eine politische Biographie, Frankfurt a. M. 1989 (Rechtshistorische Reihe Bd. 68), ISBN 3-631-40811-0.
- Grundgesetz und Volksentscheid. Gründe und Reichweite der Entscheidungen des Parlamentarischen Rats gegen Formen direkter Demokratie. Opladen 1994, ISBN 3-531-12638-5.
- Plebiszit und Diktatur: die Volksabstimmungen der Nationalsozialisten. Die Fälle „Austritt aus dem Völkerbund“ (1933), „Staatsoberhaupt“ (1934) und „Anschluss Österreichs“ (1938). Tübingen 1995, ISBN 3-16-146491-5.
- Direkte Demokratie in Berlin. Der Fall „Pro Reli“ 2007–2009. Berlin 2011, ISBN 3-8305-3010-2.
- Als Truppenarzt an der Ostfront. Feldpostbriefe von Dr. Walter Jung an seinen älteren Schwager Josef Reichardt, 1941–1944. Würzburg 2017, ISBN 3-8260-6093-8.